# 王玉佩
王玉佩（1958年—），汉族，中华人民共和国政治人物、第十一届全国政协委员。
加入中国国民党革命委员会，担任民革中央委员、民革天津市委副主委、天津市水产养殖病害防治中心副主任。2008年，当选第十一届全国政协委员，代表农业界，分入第三十九组。